# My Reincarnation
My Reincarnation es una película sobre budismo.
Se trata de un drama épico entre padre e hijo, que abarca dos décadas y tres generaciones, acerca de la espiritualidad, la supervivencia cultural, la identidad, la herencia, la familia, envejecer, crecer, budismo, dzogchen, vidas pasadas y futuras. la película sigue al famoso maestro espiritual tibetano, Chögyal Namkhai Norbu, mientras lucha por salvar a su tradición espiritual, y su hijo, Yeshi, que obstinadamente se niega a seguir los pasos de su padre. Yeshi fue reconocido al nacer como la reencarnación del tío de su padre, un maestro espiritual que murió a manos de los chinos en el Tíbet. pero mientras Yeshi anhela una vida normal, no puede escapar a su destino...
Jennifer Fox comenzó la fotografía para esta película en 1988 y continuó durante veinte años hasta el 2009, la filmación fue hecha en más de 17 países. La película es el resultado de muchas asociaciones internacionales, sin las cuales este estudio longitudinal, no se podría haber hecho. El punto de inflexión en el proceso de filmación llegó en el milenio, cuando Babeth M. Loo Van de la fundación de radiodifusión budista se acercó a Jennifer. Ese mismo año, Jennifer recibió una subvención de la película fundación Hartley para el proyecto. Continuó filmando a Namkhai Norbu y su hijo Yeshi, pero le preocupaba que la película carecía de estructura narrativa. fue sólo una vez Yeshi empezó a ayudar a la comunidad de su padre que la historia de padre e hijo comenzaron a surgir con claridad...

## Elenco
- Chögyal Namkhai Norbu - Chögyal Namkhai Norbu
- Khyentse Yeshi Namkhai - Khyentse Yeshi Namkhai